# Ernest Needham
Pour les articles homonymes, voir Needham.
Ernest Needham, né le 21 janvier 1873 à Whittington Moor et mort le 8 mars 1936 à Chesterfield, était un footballeur et un joueur de cricket anglais des années 1890 et 1900. 

## Biographie
En tant que milieu de terrain, Ernest Needham fut international anglais à seize reprises (1894-1902) pour trois buts inscrits. Il remporta trois British Home Championship (1898, 1899 et 1901). 
Il fit toute sa carrière à Sheffield United FC de 1891 à 1909, remportant le championnat anglais en 1898 et deux coupes d'Angleterre de football. Il disputa 464 matchs pour 49 buts inscrits.
Il joua aussi au cricket de 1901 à 1912, dans le club de Derbyshire County Cricket Club.

## Clubs
Football
- 1891-1909 :  Sheffield United FC

Cricket
- 1901-1912 :  Derbyshire County Cricket Club

## Palmarès
- Championnat d'Angleterre de football D2
  - Vice-champion en 1893
- Championnat d'Angleterre de football
  - Champion en 1898
  - Vice-champion en 1897 et en 1900
- Coupe d'Angleterre de football
  - Vainqueur en 1899 et en 1902
  - Finaliste en 1901
- British Home Championship
  - Vainqueur en 1898, en 1899 et en 1901